# 國民政府主席
國民政府主席，少數文獻記為國民政府委員會主席，是中華民國國民政府時期的國家元首，設置於1925年7月1日，終止於1948年5月20日中華民國正式行憲後。
國民政府主席由國民政府委員會委員互選選出，國府委員多爲中國國民黨黨內要員。1925年至1928年，國民政府主席的職權與其他委員相同，並無特殊的地方，這時期的國民政府為集體領導。隨著1928年10月進入訓政時期，國民政府主席的權力增加，主席一職由合議制變成首長制，也正式成為中華民國的國家元首。隨著《中華民國國民政府組織法》的修改，國民政府主席的職權也有所不同，通常隨著蔣中正的去留而變動：如1931年蔣中正下野時，修改《中華民國國民政府組織法》，使主席變成不負實際政治責任，因此林森在擔任主席的12年間只是虛位元首；直到1943年林森逝世後，蔣中正代理主席進而真除，主席一職又恢復成首長制。1937年－1945年第二次中日戰爭期間，中國處於戰時政治體制，國民政府實際最高領導人是中國國民黨總裁兼國民政府軍事委員會委員長蔣中正。

## 廣州時期
1925年7月1日國民政府於廣州正式成立，國民政府委員會也同時運作。第一任主席由汪兆銘當選，但因政治因素而時常被後世史學家忽略。至1926年止，該委員會約略架構為設主席一名，委員若干人，該委員均由中國國民黨中央執行委員選任。之後，並於5位常務委員中，推其中一人主席。1926年12月5日，中國國民黨中央正式宣佈中央黨部和政府停止在廣州辦公，各機關工作人員分批前往武漢，1927年2月21日武漢國民政府正式辦公。在廣州國民政府停止辦公至完成北遷武漢的此段期間，以中國國民黨中央執行委員與國民政府委員臨時聯席會議作為臨時領導機構，徐謙為聯席會議主席。3月，國民政府組織法第一次修正，廢除主席，設常務委員。

## 寧漢分裂
1927年4月18日－1927年9月20日寧漢分裂。武漢與南京兩地均設國民政府。在武漢方面，該委員會廢除主席，而在蔣中正主導的南京國民政府方面，也未設主席，除常務委員增為7名外，其餘選任制度均與武漢國民政府相同，而汪精衛、譚延闓、宋子文更是武漢國民政府常務委員兼南京國民政府常務委員。這種混亂情形直到1927年9月20日新南京國民政府啟動、武漢國民政府停止運作才結束。

## 訓政時期
1928年2月3日至2月7日，中國國民黨二屆四中全會在南京召開，會議通過了改組國民政府等議案，並恢復主席制，由常務委員中推定。至此，由委員會及國民政府主席主導的南京國民政府政權組織形式漸趨完備，並一直維持至國民政府解散為止。1928年10月，國民政府組織法第三次修正，主席總攬全國治權，兼陸海空軍總司令。1930年11月，國民政府組織法第四次修正，國務會議改稱國民政府會議，行政院會議改稱國務會議。1931年12月，國民政府組織法第六次修正，主席不負實際政治責任，而且不得兼任其他職位。而1932年3月、10月、1934年10月，國民政府組織法又陸續做修改，但與主席之職權無關。
雖說法令明定國民政府委員會擁有中國國政決策權，不過一般來說，蔣中正擔任主席期間，國民政府委員會之職能通常較為廣泛。事實上，1932年－1945年，蔣中正一直是以中華民國國民政府軍事委員會委員長兼陸海空三軍總司令職務來行使中華民國國家元首統帥權力，而1932年－1943年间曾担任國民政府主席的林森僅是名義上的虛位元首，1943年后又因蒋中正重新兼任国民政府主席该职务又使其变成实权元首。

## 歷任主席列表
| 任次                       | 肖像 姓名          | 執政黨     | 就職日期       | 卸任日期       | 備註 |
| -------------------------- | ------------------ | ---------- | -------------- | -------------- | --- |
| 廣州→武汉國民政府主席      |                    |            |                |                | |
| 1                          | 汪精卫 (1883–1944) | 中國國民黨 | 1925年7月1日   | 1926年3月23日  | 中國國民黨中央政治委員會於1925年7月1日成立國民政府，以汪精卫為主席。1926年因中山舰事件牽連，汪精衛於3月23日請假，5月11日即離粤出國養病。                    |
| 南京→重慶→南京國民政府主席 |                    |            |                |                | |
| 不設主席                   |                    | 中國國民黨 | 1927年4月18日  | 1928年2月7日   | 1927年4月18日南京國民政府成立，不設主席採常務委員制。 |
| 臨時                       | 谭延闿 (1880–1930) | 中國國民黨 | 1928年2月7日   | 1928年10月10日 | 中國國民黨二屆四中全會於南京召開，決議設置主席職務，並選舉譚延闓為國民政府主席。                                                                            |
| 1                          | 蔣中正 (1887–1975) | 中國國民黨 | 1928年10月10日 | 1931年12月15日 | 辭職後由林森代理。 |
| 代理                       | 林森 (1868–1943)   | 中國國民黨 | 1931年12月15日 | 1932年1月1日   | |
| 2                          | 林森 (1868–1943)   | 中國國民黨 | 1932年1月1日   | 1943年8月1日   | 1937年11月21日遷都重慶後至1945年，此期間又稱為重慶國民政府。                                                                                                |
| 代理                       | 蔣中正 (1887–1975) | 中國國民黨 | 1943年6月1日   | 1943年10月10日 | 1943年5月29日，中國國民黨中央委員會決議，在林森養病期間，國民政府主席一職自6月1日開始由行政院院長依法代理。8月1日，中央臨時常會推選蔣中正代理國民政府主席。 |
| 3                          | 蔣中正 (1887–1975) | 中國國民黨 | 1943年10月10日 | 1948年5月20日  | 1948年，中華民國行憲，國民政府廢止。 |

## 歷任副主席列表
| 任次 | 肖像 姓名        | 黨籍       | 就職日期      | 卸任日期      | 備註 |
| ---- | ---------------- | ---------- | ------------- | ------------- | --- |
| 1    | 孫科 (1891–1973) | 中國國民黨 | 1947年4月17日 | 1948年5月20日 | 1947年3月26日，中國國民黨中央常務委員會通過決議，修改《國民政府組織法》，增設副主席一人，由中國國民黨中央執行委員會選任。 |